# MTA (мобільний зв'язок)
MTA (швед. Mobiltelefonisystem A) — стандарт технологій радіозв'язку покоління 0G, створена в Швеції 1956 року. Мережа працювала в діапазоні 160 МГц із загальною кількістю абонентів 125. На той час це була відома та досить непогана система та стандарт радіозв'язку в скандинавській країні. Одна система MTA могла поміститися в багажник автомобіля, а виглядає вона як чотирикутний механізм з різними наборами дротів.